# Julius Thomson (Fechter)
Julius Thomson (* 14. Juni 1888 in Offenbach; † 16. Juli 1960 ebenda) war ein deutscher Fechter, zweimaliger deutscher Meister und Olympiateilnehmer. Er focht für den TV Offenbach. Sein Zwillingsbruder Hans war ebenfalls ein erfolgreicher Fechter.

## Erfolge
Julius begann das Fechten im Jahr 1906 zusammen mit seinem Bruder Hans als 17-Jähriger in der Turnabteilung des TV Offenbach. Er wurde vom erfolgreichen Meister Arturo Gazzera trainiert und trat ein Jahr später auch in den Fechtclub Offenbach ein. Während Hans, der hauptsächlich mit dem Säbel focht, später auch auf Turnieren für den Fechtclub startete, focht der Linkshänder Julius weiterhin meistens für den Turnverein. Ihr Trainer Gazzera war in beiden Vereinen beschäftigt. Wie sein Bruder war Julius auch stark in der Ausbildung des Fechtnachwuchses engagiert.
Thomson nahm an den Olympischen Spielen 1912 in Stockholm im Floretteinzel teil und schied als letzter seiner Runde bereits in der ersten Runde aus. An den Olympischen Spielen 1928 in Amsterdam nahm er nochmal teil. Dort kam er wiederum sowohl im Floretteinzel als auch in der Mannschaft nicht über die erste Runde hinaus.
Mit der Mannschaft des FC Offenbach wurde er 1914 und 1921 deutscher Mannschaftsmeister im Degen. 1931 war Thomson Mitglied der Mannschaft des Kreises Mittelrhein, die die Fechtmeisterschaften des Deutschen Turner-Bundes gewinnen konnte.